# روبن جيفري الثالث
روبن جيفري الثالث (بالإنجليزية: Reuben Jeffery III)‏ هو محامي أمريكي، ولد في 21 أغسطس 1953 في ويلمنغتون في الولايات المتحدة.

## وصلات خارجية
- روبن جيفري الثالث على موقع إن إن دي بي (الإنجليزية)